# Jadzia Dax
Komandor porucznik Jadzia Dax (wymowa: dʒædˈziːə ˈdæks) – postać fikcyjna, bohaterka serialu Star Trek: Deep Space Nine.
Jadzia jest przedstawicielem humanoidalnej rasy Trillów, posiadających zdolność życia w symbiozie z przypominającymi larwę symbiontami, żyjącymi około 500 lat i przechowującymi wspomnienia i doświadczenia wszystkich poprzednich gospodarzy. Jadzia Dax jest głównym oficerem naukowym stacji Deep Space Nine. W jej rolę wciela się Terry Farrell.